# Марсийи-сюр-Тий
Марсийи́-сюр-Тий (фр. Marcilly-sur-Tille) — коммуна во Франции, находится в регионе Бургундия. Департамент коммуны — Кот-д’Ор. Входит в состав кантона И-сюр-Тий. Округ коммуны — Дижон.
Код INSEE коммуны — 21383.

## Население
Население коммуны на 2010 год составляло 1596 человек.
| 1962 | 1968 | 1975 | 1982 | 1990 | 1999 | 2010 |
| ---- | ---- | ---- | ---- | ---- | ---- | ---- |
| 790  | 733  | 1209 | 1350 | 1403 | 1433 | 1596 |

## Экономика
В 2010 году среди 996 человек трудоспособного возраста (15—64 лет) 774 были экономически активными, 222 — неактивными (показатель активности — 77,7 %, в 1999 году было 70,5 %). Из 774 активных жителей работали 705 человек (364 мужчины и 341 женщина), безработных было 69 (44 мужчины и 25 женщин). Среди 222 неактивных 74 человека были учениками или студентами, 94 — пенсионерами, 54 были неактивными по другим причинам.